# Paramacronychia flavipalpis
Paramacronychia flavipalpis (лат.) — вид серых мясных мух, единственный в составе рода Paramacronychia Brauer & Bergenstamm, 1889 из подсемейства Paramacronychiinae (Sarcophagidae).

## Распространение
Палеарктика: Албания, Армения, Австрия, Азербайджан, Китай (Синьцзян), Чешская Республика, Франция, Германия, Италия, Кыргызстан, Монголия,  Польша, Россия (Восточная Сибирь, Дальний Восток, Западная Сибирь), Словакия, Швеция, Швейцария..

## Описание
Щёчная борозда умеренно расширена, лицо не отклонено и вибриссный угол примерно на уровне вставки усиков или немного позади; вибриссы крупные; первый членик жгутика усика немного длиннее педицеллуса; посткраниум без вертикальной складки. Высота щеки примерно равна или превышает 0,53 высоты глаза.